# كيث سكوت (موسيقي)
كيث سكوت هو موسيقي وعازف قيثارة كندي، ولد في 20 يوليو 1954 في فانكوفر في كندا.

## وصلات خارجية
- الموقع الرسمي
- كيث سكوت على موقع ميوزك برينز (الإنجليزية)
- كيث سكوت على موقع أول ميوزيك (الإنجليزية)
- كيث سكوت على موقع ديسكوغز (الإنجليزية)